# European Professional Football Leagues
Pour les articles homonymes, voir EPFL (homonymie).
European Professional Football Leagues (EPFL) est une association représentant les intérêts des ligues nationales de football professionnel en Europe.

## Histoire

Ancien logo

Elle est créée en 2005 comme successeur de l'EUPPFL (Association of European Union Premier Professional Football Leagues).
Les quatorze membres fondateurs de l'association sont les ligues d'Allemagne, Angleterre, Autriche, Belgique, Danemark, Écosse, Espagne, Finlande, France, Grèce, Italie, Pays-Bas, Portugal et Suède.
En 2008, l'EPFL représente 28 membres et membres associés, 923 clubs professionnels (dont 393 clubs de première division et 540 de divisions inférieures), et 48 championnats (dont 24 de première division, 16 de deuxième division, 6 de troisième division et 2 de quatrième division).

## Membres
Les membres de l'EPFL sont soit les entités nationales qui rassemblent les clubs professionnels et organisent les championnats professionnels, soit des syndicats patronaux comme l'Union patronale des clubs professionnels de football en France.
Depuis l'adhésion de la Ligue roumaine en 2009, l'EPFL compte 29 membres dont 6 membres associés, :
| Pays           | Ligue/association                                    | Adhésion | État             | Championnat(s) |
| -------------- | ---------------------------------------------------- | -------- | ---------------- | --- |
| Allemagne      | Deutsche Fußball Liga                                | 2005     | Membre fondateur | Championnat d'Allemagne de football Championnat d'Allemagne de football D2 |
| Angleterre     | The FA Premier League                                | 2005     | Membre fondateur | Championnat d'Angleterre de football |
| Angleterre     | English Football League                              | 2006     | Membre associé   | Championnat d'Angleterre de football de deuxième division Championnat d'Angleterre de football de troisième division Championnat d'Angleterre de football de quatrième division |
| Autriche       | Österreichische Fußball Bundesliga                   | 2005     | Membre fondateur | Championnat d'Autriche de football Championnat d'Autriche de football D2 |
| Belgique       | Pro League                                           | 2005     | Membre fondateur | Championnat de Belgique de football |
| Bulgarie       | Bulgarian Professional Football League               | 2007     | Membre           | Championnat de Bulgarie de football Championnat de Bulgarie de football D2 |
| Danemark       | Divisionsforeningen                                  | 2005     | Membre fondateur | Championnat du Danemark de football Championnat du Danemark de football D2 Championnat du Danemark de football D3                                                               |
| Écosse         | Scottish Premier League                              | 2005     | Membre fondateur | Championnat d'Écosse de football |
| Espagne        | Liga Nacional de Futbol Profesional                  | 2005     | Membre fondateur | Championnat d'Espagne de football Championnat d'Espagne de football D2 |
| Finlande       | Veikkausliiga                                        | 2005     | Membre fondateur | Championnat de Finlande de football |
| France         | Ligue de football professionnel                      | 2005     | Membre fondateur | Championnat de France de football Championnat de France de football de Ligue 2                                                                                                  |
| France         | Union patronale des clubs professionnels de football | 2008     | Membre associé   | – |
| Grèce          | Super League Greece                                  | 2005     | Membre fondateur | Championnat de Grèce de football |
| Irlande        | Eircom League of Ireland                             | 2005     | Membre           | Championnat d'Irlande de football (deux divisions) |
| Italie         | Lega Nazionale Professionisti                        | 2005     | Membre fondateur | Championnat d'Italie de football Championnat d'Italie de football D2 |
| Italie         | Lega Pro                                             | 2008     | Membre associé   | – |
| Norvège        | Norsk Toppfotball                                    | 2007     | Membre           | Championnat de Norvège de football Championnat de Norvège de football D2 |
| Pays-Bas       | Eredivisie NV                                        | 2005     | Membre fondateur | Championnat des Pays-Bas de football |
| Pays-Bas       | Federatie Betaald Voetbal Organisaties               | 2008     | Membre associé   | – |
| Pays de Galles | Welsh Premier League                                 | 2007     | Membre           | Championnat du Pays de Galles de football |
| Pologne        | Polish Professional Football League                  | 2007     | Membre           | Championnat de Pologne de football |
| Roumanie       | Liga Profesionista de Fotbal                         | 2009     | Membre           | Championnat de Roumanie de football |
| Portugal       | Ligue portugaise de football professionnel           | 2005     | Membre fondateur | Championnat du Portugal de football Championnat du Portugal de football D2 |
| Russie         | Première Ligue russe de football                     | 2007     | Membre           | Championnat de Russie de football |
| Russie         | Ligue nationale de football                          | 2011     | Membre associé   | Championnat de Russie de football D2 |
| Russie         | Ligue de football professionnel                      | 2007     | Membre associé   | Championnat de Russie de football D3 |
| Slovénie       | Union of 1.SNL                                       | 2006     | Membre           | Championnat de Slovénie de football |
| Suède          | Foreningen Svensk Elitfotboll                        | 2005     | Membre fondateur | Championnat de Suède de football Championnat de Suède de football D2 |
| Suisse         | Swiss Football League                                | 2005     | Membre           | Championnat de Suisse de football Championnat de Suisse de football D2 |
| Ukraine        | Professional Football League of Ukraine              | 2007     | Membre associé   | – |